# Копалина (остановочный пункт)
Копалина (пол. Kopalina) — остановочный пункт в селе Копалина в гмине Ельч-Лясковице, в Нижнесилезском воеводстве Польши. Имеет 2 платформы и 2 пути.
Остановочный пункт на железнодорожной линии Ополе-Грошовице — Ельч-Лясковице — Вроцлав-Брохув.